# Stoeberia
Stoeberia (лат.) — род суккулентных растений семейства Аизовые (Aizoaceae), подсемейства Ruschioideae, произрастающий на территории Намибии и Капской провинции Южно-Африканской Республики.

## Название
Родовое латинское (научное) название Stoeberia дано в честь г-на Э. Штёбера (E. Stöber), немецкого учителя и исследователя ботаники из Людерицбухты (Lüderitz Bay), Намибия.
В отсутствие русскоязычного названия рода в авторитетных источниках, вероятным вариантом названия на русском языке будет «Штёберия».

## Ботаническое описание
Представители рода — кустарники или маленькие деревья, достигающие высоты до 3 м и ширины до 3,5 м. Они обычно имеют одиночный главный ствол, их ветви в начале жизни сочные, но вскоре становятся деревянистыми. Листья перегнутые, при основании  слегка сросшиеся, ладьевидные или несколько булавовидные. Клетки эпидермиса выпуклые, а устьица немного запавшие.

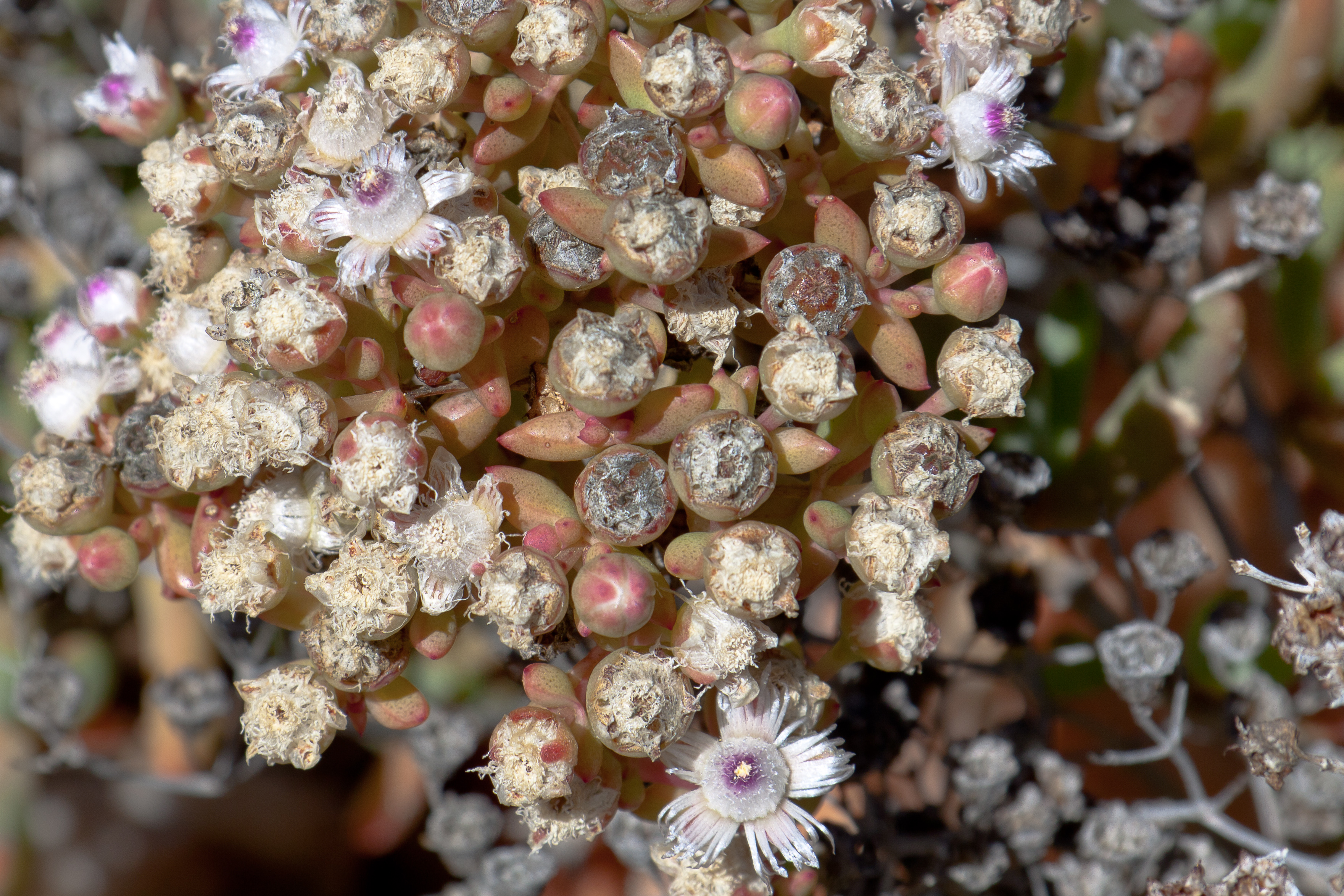
Цветки Stoeberia frutescens

Цветки обычно многочисленные (до 50) и собраны в плотные, округлые, сложные дихазии. У цветок присутствуют булавовидные прицветники. Чашелистиков 5 или 6. Лепестки располагаются в одном ряду, они короткие и могут быть от белого до светло-розового цвета. Тычинки и стаминодии имеют сосочковую основу и собраны в плотный конус. Нектарник окружен зубчатым кольцом. Завязь верхняя. Количество рыльцев обычно составляет 5(6), они короткие и слегка перистые. Плод представляет собой 5(6)-гнездную коробочку, подобную с плодами рода Ruschia. Края створки большинства видов немного приподняты. Локулы глубокие и широкие, а клапаны открываются только один раз. Семена плоские или грушевидные и имеют короткие крылья.

## Таксономия

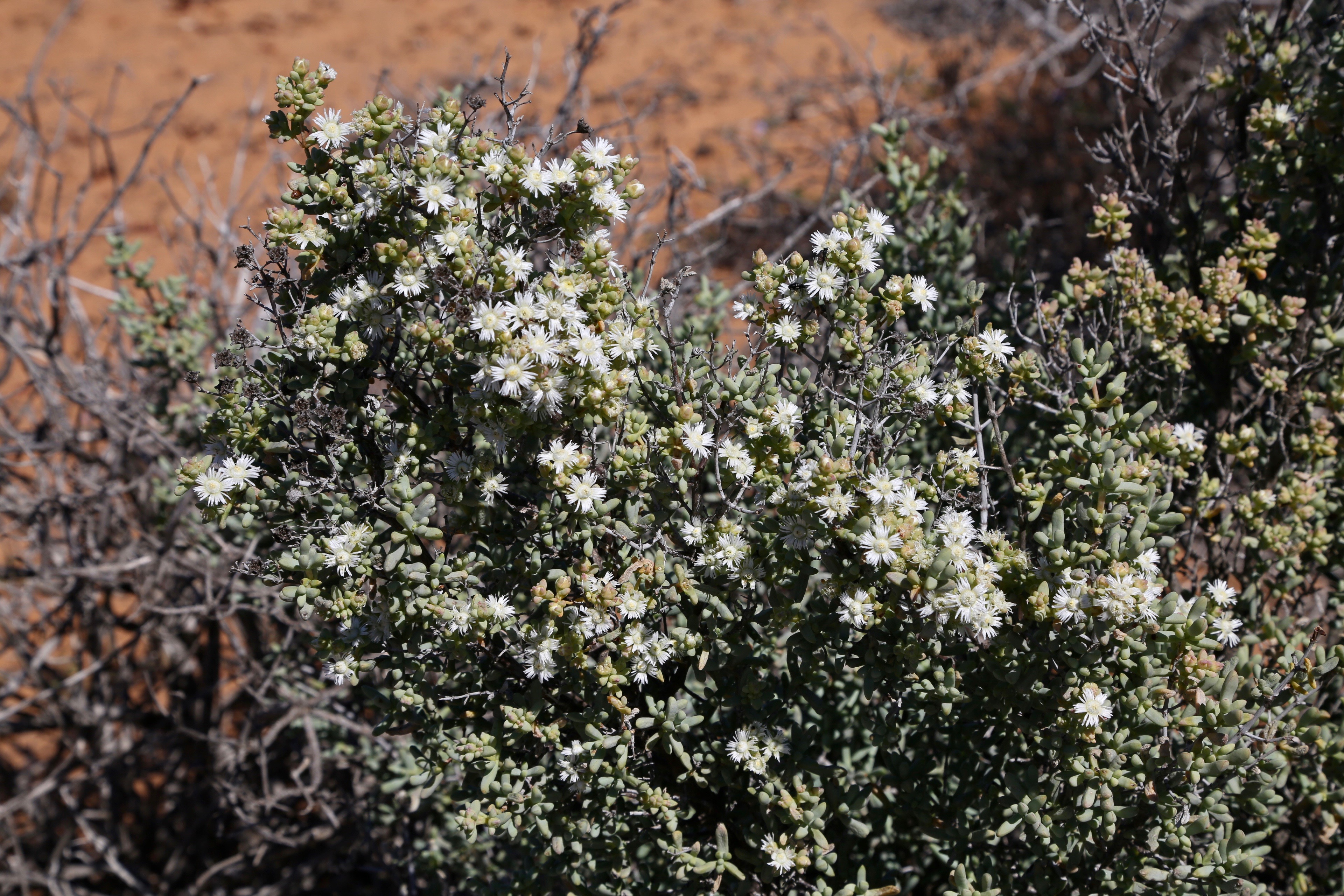
Stoeberia utilis

Stoeberia Dinter & Schwantes, первое упоминание в Z. Sukkulentenk. 3: 14, 17. (1927).

### Синонимы
- Ruschianthemum Friedrich
- Pentaschista Dinter

### Виды
Согласно данным сайта WFO Plantlist на июнь 2023 года, род состоит из 7 видов:
- Stoeberia arborea van Jaarsv.
- Stoeberia beetzii (Dinter) Dinter & Schwantes typus
- Stoeberia carpii Friedrich
- Stoeberia frutescens (L.Bolus) van Jaarsv.
- Stoeberia gigas (Dinter) Dinter & Schwantes
- Stoeberia porphyrea H.E.K.Hartmann
- Stoeberia utilis (L.Bolus) van Jaarsv.